# Ellipsoidina
Ellipsoidina es un género de foraminífero bentónico de la subfamilia Ellipsoidininae, de la familia Ellipsoidinidae, de la superfamilia Pleurostomelloidea, del suborden Buliminina y del orden Buliminida. Su especie tipo es Ellipsoidina ellipsoides. Su rango cronoestratigráfico abarca desde el Eoceno hasta el Plioceno.

## Discusión
Clasificaciones previas incluían Ellipsoidina en la subfamilia Pleurostomellinae de la familia Pleurostomellidae, y en el suborden Rotaliina del orden Rotaliida.

## Clasificación
Ellipsoidina incluye a las siguientes especies:
- Ellipsoidina abbreviata †
- Ellipsoidina circumtegens †
- Ellipsoidina ellipsoides †
- Ellipsoidina exponens †
- Ellipsoidina osmani †
- Ellipsoidina subnodosa †